# 昼食 (モネ)
『昼食』（ちゅうしょく）は、フランスの画家クロード・モネによる絵画である。同名の作品が2点確認されている。
1. 1868年に描かれた作品。
2. 1873年に描かれた作品。

## 1868年の作品
『昼食』（仏: Le Déjeuner, 英: The Luncheon, 英: Das Mittagessen）は、モネがエトルタに滞在していた1868年に描いた作品である。縦 231.5 センチメートル、横 151.5 センチメートルの大きさをもつ。フランクフルト・アム・マインのシュテーデル美術館に所蔵されている。
本作は、1870年にパリで開かれた官展に出展されたが、あまりにも急進的であると見なされたために落選した。本作は、『ひなげし』や『印象・日の出』や『キャピュシーヌ大通り』などとともに、1874年の第1回印象派展に出展された。当時、肖像画の他に、崇高な主題を扱った絵画が主流であったのに対し、本作には、日常生活のプライベートな光景が描かれている。
テーブルの向こう側に座っているのは、1870年にモネの妻になるカミーユと息子のジャンであり、反対側の誰も座っていない席は、モネの席である。画面の左側に描かれている訪問客の女性は、窓にもたれかかっている。画面の奥では、メイドが食器棚の扉を開けている。画面手前の床には、おもちゃが散らばっている。

## 1873年の作品
『昼食』（仏: Le Déjeuner, 英: The Lunch）は、モネが1873年に描いた作品である。縦 160.0 センチメートル、横 201.0 センチメートルの大きさをもつ。本作は、『装飾パネル』 (panneau décoratif) というタイトルで、1876年の第2回印象派展に出展された。
1878年にギュスターヴ・カイユボットが購入する。1894年、国家に遺贈される。1929年にルーブル美術館の所蔵品となる。1986年からオルセー美術館に所蔵されている。
画面左下には、帽子を被ったジャンが木によって作られた日陰の中に座り、木でできたおもちゃで遊んでいる様子が描かれている。帽子は、赤色のリボンと縁取りのついた麦わら帽子であり、1873年の『ひなげし』や、1875年の『散歩、日傘をさす女性』に描かれたものと同じものである。

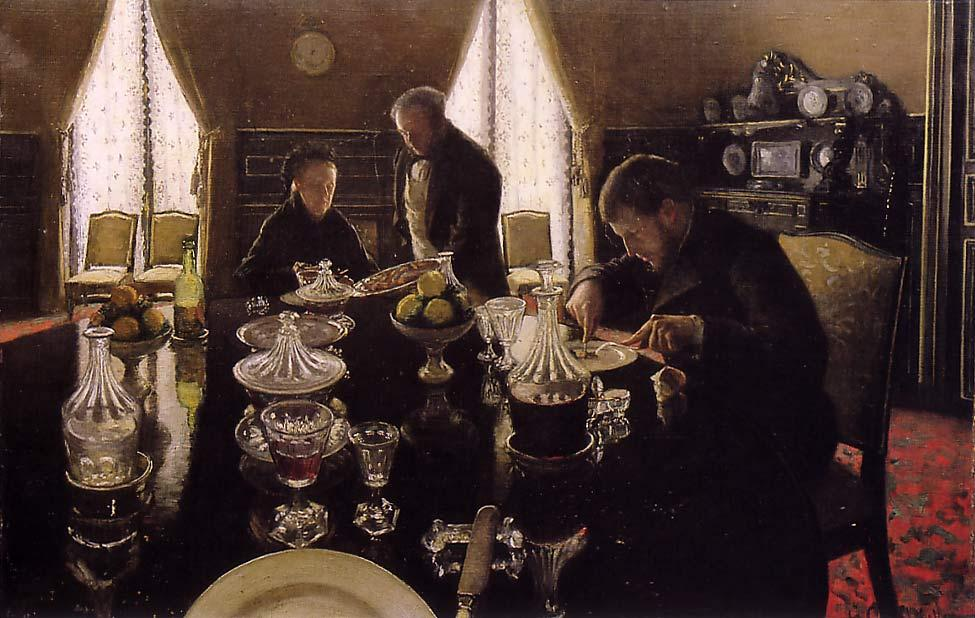
カイユボット『昼食』

画面手前には、ティーワゴンが描かれており、画面奥の右側には、女性の姿が描かれている。テーブルには、部分的に食べ物が残っている。木の枝には、帽子がかけられており、ベンチの上には、日傘や鞄が置かれたままになっている。
神戸大学の亀田晃輔は、「1873年の作品は、同じ主題で描かれている1868年の作品と比較して、人物の配置によってすぐに食事の情景であると認識することが困難である点で、特異性を備えている」「1873年の作品は、画面が明るく、屋外での食事の前か後の光景を描いているのに対し、ギュスターヴ・カイユボットが1876年に描いた『昼食』 (fr:Le Déjeuner) は、画面が暗く、屋内での食事の最中の光景を描いている、という点で対照をなしている」との旨を述べている。